# Hestesport under sommer-OL 2020 - Military individuelt
Den individuelle konkurrence i military under sommer-OL 2020 finder sted 30. juli – 2. august 2021 og bliver afviklet i Equestrian Park og på Sea Forest Cross-Country Course, der ligger i Heritage zonen.

## Medaljefordeling
| Medaljetagere                                       | Medaljetagere                                     | Medaljetagere                                  | Medaljetagere |
| --------------------------------------------------- | ------------------------------------------------- | ---------------------------------------------- | ------------- |
| Guld                                                | Sølv                                              | Bronze                                         |               |
| Julia Krajewski · på Amande de B'Neville · Tyskland | Tom McEwen · på Toledo de Kerser · Storbritannien | Andrew Hoy · på Vassily de Lassos · Australien |               |

## Format
Den individuelle konkurrencen afvikles sammen med holdkonkurrencen og omfatter 65 ryttere. Konkurrencen består af tre dele: Dressur, Udholdenhedsridt og Ridebanespringning. Gennem alle tre delkonkurrencer tælles fejl, som rytteren opnår og disse akkumuleres gennem hele konkurrencen. Efter finalen i Ridebanespringning fordeles medaljerne til de tre ryttere, der har opnået færrest fejl over alle tre delkonkurrencer. 

## Tidsplan
Nedenstående tabel viser tidsplanen for afvikling af konkurrencen:
| Dato      | Tid   | Runde                                       |
| --------- | ----- | ------------------------------------------- |
| 30. juli  | 08:30 | Dressur, session 1                          |
| 30. juli  | 17:30 | Dressur, session 2                          |
| 31. juli  | 08:30 | Dressur, session 3                          |
| 1. august | 07:45 | Udholdenhedsridt                            |
| 2. august | 17:00 | Ridebanespringning, kvalifikation og finale |

## Resultater

### Stilling efter dressur
| Placering | Rytter                   | Hest                       | Nationalitet              | Dressur |
| --------- | ------------------------ | -------------------------- | ------------------------- | ------- |
| 1         | Michael Jung             | Chipmunk                   | Tyskland                  | 21.10   |
| 2         | Oliver Townend           | Ballaghmor Class           | Storbritannien            | 23.60   |
| 3         | Alex Huan Tian           | Don Geniro                 | Kina                      | 23.90   |
| 4         | Julia Krajewski          | Amande de B'Neville        | Tyskland                  | 25.20   |
| 5         | Tim Price                | Vitali                     | New Zealand               | 25.60   |
| 6         | Laura Collett            | London 52                  | Storbritannien            | 25.80   |
| 7         | Kazuma Tomoto            | Vinci de la Vigne          | Japan                     | 26.10   |
| 8         | Felix Vogg               | Colero                     | Schweiz                   | 26.70   |
| 9         | Fouaad Mirza             | Seigneur                   | Indien                    | 28.00   |
| 9         | Louise Romeike           | Cato 60                    | Sverige                   | 28.00   |
| 11        | Therese Viklund          | Viscera                    | Sverige                   | 28.10   |
| 12        | Tom McEwen               | Toledo de Kerser           | Storbritannien            | 28.90   |
| 13        | Christopher Six          | Totem de Brecey            | Frankrig                  | 29.60   |
| 13        | Andrew Hoy               | Vassily de Lassos          | Australien                | 29.60   |
| 15        | Jesse Campbell           | Diachello                  | New Zealand               | 30.10   |
| 16        | Phillip Dutton           | Z                          | USA                       | 30.50   |
| 17        | Jonelle Price            | Grovine de Reve            | New Zealand               | 30.70   |
| 18        | Alexandre Zelenko        | Carlo Grande Jr            | Hviderusland              | 31.00   |
| 18        | Małgorzata Cybulska      | Chenaro                    | Polen                     | 31.00   |
| 20        | Boyd Martin              | Tsetserleg                 | USA                       | 31.10   |
| 21        | Marcelo Tosi             | Glenfly                    | Brasilien                 | 31.50   |
| 21        | Merel Blom               | The Quizmaster             | Holland                   | 31.50   |
| 21        | Yoshiaki Oiwa            | Calle 44                   | Japan                     | 31.50   |
| 24        | Shane Rose               | Virgil                     | Australien                | 31.70   |
| 25        | Kevin McNab              | Don Quidam                 | Australien                | 32.10   |
| 26        | Karim Laghouag           | Triton Fontaine            | Frankrig                  | 32.40   |
| 27        | Korntawat Samran         | Bonero K                   | Thailand                  | 32.50   |
| 28        | Lea Siegl                | Fighting Line              | Østrig                    | 32.60   |
| 29        | Toshiyuki Tanaka         | Talma d'Allou              | Japan                     | 32.70   |
| 30        | Doug Payne               | Vandiver                   | USA                       | 33.00   |
| 30        | Janneke Boonzaaijer      | Champ de Tailleur          | Holland                   | 33.00   |
| 32        | Nicholas Touzaint        | Absolut Gold               | Frankrig                  | 33.10   |
| 32        | Jan Kaminski             | Jard                       | Polen                     | 33.10   |
| 34        | Peter Flarup             | Fascination                | Danmark                   | 33.70   |
| 35        | Miloslav Příhoda Jr.     | Ferreolus Lat              | Tjekkiet                  | 33.80   |
| 36        | Susanna Bordone          | Imperial van de Holtakkers | Italien                   | 33.90   |
| 37        | Sandra Auffarth          | Viamant du Matz            | Tyskland                  | 34.10   |
| 38        | Sam Watson               | Flamenco                   | Irland                    | 34.30   |
| 39        | Bao Yingfeng             | Flandia                    | Kina                      | 34.40   |
| 40        | Ludwig Svennerstal       | Balham Mist                | Sverige                   | 35.00   |
| 41        | Sun Huadong              | Lady Chin van't Moerven Z  | Kina                      | 35.20   |
| 42        | Colleen Loach            | Qorry Blue d'Argouges      | Canada                    | 35.60   |
| 43        | Rafael Losano            | Fuiloda                    | Brasilien                 | 36.00   |
| 44        | Mélody Johner            | Toubleu de Rueire          | Schweiz                   | 36.10   |
| 44        | Andrey Mitin             | Gurza                      | Ruslands Olympiske Komité | 36.10   |
| 44        | Carlos Parro             | Goliath                    | Brasilien                 | 36.10   |
| 47        | Robin Godel              | Jet Set                    | Schweiz                   | 37.10   |
| 48        | Lara de Liedekerke-Meier | Alpaga d'Arville           | Belgien                   | 37.20   |
| 49        | Austin O'Connor          | Colorado Blue              | Irland                    | 38.00   |
| 50        | Sarah Ennis              | Woodcourt Garrison         | Irland                    | 38.10   |
| 51        | Weerapat Pitakanonda     | Carnival March             | Thailand                  | 38.20   |
| 52        | Vittoria Panizzon        | Super Cillious             | Italien                   | 38.60   |
| 53        | Victoria Scott-Legendre  | Valtho des Peupliers       | Sydafrika                 | 39.50   |
| 54        | Lauren Billys            | Castle Larchfield Purdy    | Puerto Rico               | 39.90   |
| 55        | Joanna Pawlak            | Fantastic Frieda           | Polen                     | 40.50   |
| 56        | Nicolas Wettstein        | Altier d'Aurois            | Ecuador                   | 40.90   |
| 57        | Arinadtha Chavatanont    | Boleybawn Prince           | Thailand                  | 42.40   |
| 58        | Arianna Schivo           | Quefira de l'Ormeau        | Italien                   | 42.90   |
| 59        | Mikhail Nastenko         | MP Imagine If              | Ruslands Olympiske Komité | 43.00   |
| 60        | Miroslav Trunda          | Shutterflyke               | Tjekkiet                  | 46.10   |
| 61        | Thomas Heffernan Ho      | Tayberry                   | Hongkong                  | 46.70   |
| 62        | Francisco Gaviño         | Source de la Faye          | Spanien                   | 47.70   |
| 63        | Katrin Khoddam-Hazrati   | Cosma                      | Østrig                    | WD      |

### Stilling efter Cross Country
| Placering | Ryttere                  | Hest                       | Nationalitet              | Dressur | Cross Country | Total      |
| --------- | ------------------------ | -------------------------- | ------------------------- | ------- | ------------- | ---------- |
| 1         | Oliver Townend           | Ballaghmor Class           | Storbritannien            | 23.60   | 0.00          | 23.60      |
| 2         | Julia Krajewski          | Amande de B'Neville        | Tyskland                  | 25.20   | 0.40          | 25.60      |
| 3         | Laura Collett            | London 52                  | Storbritannien            | 25.80   | 0.00          | 25.80      |
| 4         | Tim Price                | Vitali                     | New Zealand               | 25.60   | 1.20          | 26.80      |
| 5         | Kazuma Tomoto            | Vinci de la Vigne          | Japan                     | 26.10   | 1.60          | 27.50      |
| 6         | Tom McEwen               | Toledo de Kerser           | Storbritannien            | 28.90   | 0.00          | 28.90      |
| 7         | Andrew Hoy               | Vassily de Lassos          | Australien                | 29.60   | 0.00          | 29.60      |
| 8         | Christopher Six          | Totem de Brecey            | Frankrig                  | 29.60   | 1.60          | 31.20      |
| 9         | Shane Rose               | Virgil                     | Australien                | 31.70   | 0.00          | 31.70      |
| 10        | Michael Jung             | Chipmunk                   | Tyskland                  | 21.10   | 11.00         | 32.10      |
| 11        | Karim Laghouag           | Triton Fontaine            | Frankrig                  | 32.40   | 0.00          | 32.40      |
| 12        | Jonelle Price            | Grovine de Reve            | New Zealand               | 30.70   | 2.00          | 32.70      |
| 13        | Nicholas Touzaint        | Absolut Gold               | Frankrig                  | 33.10   | 0.40          | 33.50      |
| 14        | Boyd Martin              | Tsetserleg                 | USA                       | 31.10   | 3.20          | 34.30      |
| 15        | Kevin McNab              | Don Quidam                 | Australien                | 32.10   | 2.80          | 34.90      |
| 16        | Lea Siegl                | Fighting Line              | Østrig                    | 32.60   | 2.40          | 35.00      |
| 17        | Phillip Dutton           | Z                          | USA                       | 30.50   | 4.80          | 35.30      |
| 18        | Alex Huan Tian           | Don Geniro                 | Kina                      | 23.90   | 12.00         | 35.90      |
| 19        | Mélody Johner            | Toubleu de Rueire          | Schweiz                   | 36.10   | 0.40          | 36.50      |
| 20        | Austin O'Connor          | Colorado Blue              | Irland                    | 38.00   | 0.00          | 38.00      |
| 21        | Felix Vogg               | Colero                     | Schweiz                   | 26.70   | 11.80         | 38.50      |
| 22        | Fouaad Mirza             | Seigneur                   | Indien                    | 28.00   | 11.20         | 39.20      |
| 23        | Doug Payne               | Vandiver                   | USA                       | 33.00   | 6.80          | 39.80      |
| 24        | Marcelo Tosi             | Glenfly                    | Brasilien                 | 31.50   | 8.80          | 40.30      |
| 25        | Vittoria Panizzon        | Super Cillious             | Italien                   | 38.60   | 3.60          | 42.20      |
| 26        | Colleen Loach            | Qorry Blue d'Argouges      | Canada                    | 35.60   | 7.20          | 42.80      |
| 27        | Jesse Campbell           | Diachello                  | New Zealand               | 30.10   | 14.40         | 44.50      |
| 28        | Susanna Bordone          | Imperial van de Holtakkers | Italien                   | 33.90   | 11.00         | 44.90      |
| 29        | Arianna Schivo           | Quefira de l'Ormeau        | Italien                   | 42.90   | 2.80          | 45.70      |
| 30        | Jan Kaminski             | Jard                       | Polen                     | 33.10   | 12.80         | 45.90      |
| 31        | Sam Watson               | Flamenco                   | Irland                    | 34.30   | 13.00         | 47.30      |
| 32        | Sandra Auffarth          | Viamant du Matz            | Tyskland                  | 34.10   | 22.40         | 56.50      |
| 33        | Carlos Parro             | Goliath                    | Brasilien                 | 36.10   | 22.80         | 58.90      |
| 34        | Victoria Scott-Legendre  | Valtho des Peupliers       | Sydafrika                 | 39.50   | 19.80         | 59.30      |
| 35        | Toshiyuki Tanaka         | Talma d'Allou              | Japan                     | 32.70   | 30.80         | 63.50      |
| 36        | Miloslav Příhoda Jr.     | Ferreolus Lat              | Tjekkiet                  | 33.80   | 30.60         | 64.40      |
| 37        | Andrey Mitin             | Gurza                      | Ruslands Olympiske Komité | 36.10   | 30.00         | 66.10      |
| 38        | Bao Yingfeng             | Flandia                    | Kina                      | 34.40   | 38.00         | 72.50      |
| 39        | Sarah Ennis              | Woodcourt Garrison         | Irland                    | 38.10   | 37.60         | 75.70      |
| 40        | Sun Huadong              | Lady Chin van't Moerven Z  | Kina                      | 35.20   | 42.00         | 77.20      |
| 41        | Joanna Pawlak            | Fantastic Frieda           | Polen                     | 40.50   | 45.20         | 85.70      |
| 42        | Miroslav Trunda          | Shutterflyke               | Tjekkiet                  | 46.10   | 42.00         | 88.10      |
| 43        | Nicolas Wettstein        | Altier d'Aurois            | Ecuador                   | 40.90   | 48.40         | 89.30      |
| 44        | Alexandre Zelenko        | Carlo Grande Jr            | Hviderusland              | 31.00   | 61.60         | 92.60      |
| 45        | Peter Flarup             | Fascination                | Danmark                   | 33.70   | 67.20         | 100.90     |
| 46        | Thomas Heffernan Ho      | Tayberry                   | Hongkong                  | 46.70   | 55.60         | 102.30     |
| 47        | Mikhail Nastenko         | MP Imagine If              | Ruslands Olympiske Komité | 43.00   | 76.40         | 119.40     |
| 48        | Francisco Gaviño         | Source de la Faye          | Spanien                   | 47.70   | 75.60         | 123.30     |
| -         | Lara de Liedekerke-Meier | Alpaga d'Arville           | Belgien                   | 37.20   | Withdrew      | Withdrew   |
| -         | Sara Algotsson Ostholt   | Chicuelo                   | Sverige                   | 35.00   | Withdrew      | Withdrew   |
| -         | Rafael Losano            | Fuiloda                    | Brasilien                 | 36.00   | Retired       | Retired    |
| -         | Robin Godel              | Jet Set                    | Schweiz                   | 37.10   | Retired       | Retired    |
| -         | Małgorzata Cybulska      | Chenaro                    | Polen                     | 31.00   | Elimineret    | Elimineret |
| -         | Janneke Boonzaaijer      | Champ de Tailleur          | Holland                   | 33.00   | Elimineret    | Elimineret |
| -         | Louise Romeike           | Cato 60                    | Sverige                   | 28.00   | Elimineret    | Elimineret |
| -         | Therese Viklund          | Viscera                    | Sverige                   | 28.10   | Eliminated    | Eliminated |
| -         | Yoshiaki Oiwa            | Calle 44                   | Japan                     | 31.50   | Elimineret    | Elimineret |
| -         | Merel Blom               | The Quizmaster             | Holland                   | 31.50   | Elimineret    | Elimineret |
| -         | Korntawat Samran         | Bonero K                   | Thailand                  | 32.50   | Elimineret    | Elimineret |
| -         | Weerapat Pitakanonda     | Carnival March             | Thailand                  | 38.20   | Elimineret    | Elimineret |
| -         | Lauren Billys            | Castle Larchfield Purdy    | Puerto Rico               | 39.90   | Elimineret    | Elimineret |
| -         | Arinadtha Chavatanont    | Boleybawn Prince           | Thailand                  | 42.40   | Elimineret    | Elimineret |

1. ↑  Sara Algotsson Ostholt med hest Chicuelo har erstattet Ludwig Svennerstal med hest Balham Mist på grund af mindre hesteskade.

### Stilling efter spring (runde 1)
Top 25 kvalificerer sig til finalen med et maksimum af 3 ryttere per Nation (NOC).
| Placering | Ryttere                 | Hest                       | Nationalitet              | Dressur | Cross Country | Spring 1   | Total      |
| --------- | ----------------------- | -------------------------- | ------------------------- | ------- | ------------- | ---------- | ---------- |
| 1         | Julia Krajewski         | Amande de B'Neville        | Tyskland                  | 25.20   | 0.40          | 0.00       | 25.60      |
| 2         | Oliver Townend          | Ballaghmor Class           | Storbritannien            | 23.60   | 0.00          | 4.00       | 27.60      |
| 3         | Tom McEwen              | Toledo de Kerser           | Storbritannien            | 28.90   | 0.00          | 0.00       | 28.90      |
| 4         | Andrew Hoy              | Vassily de Lassos          | Australien                | 29.60   | 0.00          | 0.00       | 29.60      |
| 5         | Laura Collett           | London 52                  | Storbritannien            | 25.80   | 0.00          | 4.00       | 29.80      |
| 6         | Christopher Six         | Totem de Brecey            | Frankrig                  | 29.60   | 1.60          | 0.00       | 31.20      |
| 7         | Kazuma Tomoto           | Vinci de la Vigne          | Japan                     | 26.10   | 1.60          | 4.00       | 31.50      |
| 8         | Michael Jung            | Chipmunk                   | Tyskland                  | 21.10   | 11.00         | 0.00       | 32.10      |
| 9         | Jonelle Price           | Grovine de Reve            | New Zealand               | 30.70   | 2.00          | 0.00       | 32.70      |
| 10        | Nicholas Touzaint       | Absolut Gold               | Frankrig                  | 33.10   | 0.40          | 0.40       | 33.90      |
| 11        | Kevin McNab             | Don Quidam                 | Australien                | 32.10   | 2.80          | 0.00       | 34.90      |
| 12        | Shane Rose              | Virgil                     | Australien                | 31.70   | 0.00          | 4.00       | 35.70      |
| 13        | Karim Laghouag          | Triton Fontaine            | Frankrig                  | 32.40   | 0.00          | 4.00       | 36.40      |
| 14        | Mélody Johner           | Toubleu de Rueire          | Schweiz                   | 36.10   | 0.40          | 0.00       | 36.50      |
| 15        | Boyd Martin             | Tsetserleg                 | USA                       | 31.10   | 3.20          | 4.40       | 38.70      |
| 16        | Tim Price               | Vitali                     | New Zealand               | 25.60   | 1.20          | 12.00      | 38.80      |
| 17        | Lea Siegl               | Fighting Line              | Østrig                    | 32.60   | 2.40          | 4.00       | 39.00      |
| 18        | Austin O'Connor         | Colorado Blue              | Irland                    | 38.00   | 0.00          | 4.00       | 42.00      |
| 19        | Phillip Dutton          | Z                          | USA                       | 30.50   | 4.80          | 8.00       | 43.30      |
| 20        | Doug Payne              | Vandiver                   | USA                       | 33.00   | 6.80          | 4.00       | 43.80      |
| 21        | Alex Huan Tian          | Don Geniro                 | Kina                      | 23.90   | 12.00         | 8.80       | 44.70      |
| 22        | Jesse Campbell          | Diachello                  | New Zealand               | 30.10   | 14.40         | 0.40       | 44.90      |
| 22        | Susanna Bordone         | Imperial van de Holtakkers | Italien                   | 33.90   | 11.00         | 0.00       | 44.90      |
| 24        | Felix Vogg              | Colero                     | Schweiz                   | 26.70   | 11.80         | 8.00       | 46.50      |
| 25        | Fouaad Mirza            | Seigneur                   | Indien                    | 28.00   | 11.20         | 8.00       | 47.20      |
| 26        | Arianna Schivo          | Quefira de l'Ormeau        | Italien                   | 42.90   | 2.80          | 4.00       | 49.70      |
| 27        | Vittoria Panizzon       | Super Cillious             | Italien                   | 38.60   | 3.60          | 8.00       | 50.20      |
| 28        | Colleen Loach           | Qorry Blue d'Argouges      | Canada                    | 35.60   | 7.20          | 8.00       | 50.80      |
| 29        | Jan Kaminski            | Jard                       | Polen                     | 33.10   | 12.80         | 9.20       | 55.10      |
| 30        | Sam Watson              | Flamenco                   | Irland                    | 34.30   | 13.00         | 8.00       | 55.30      |
| 31        | Sandra Auffarth         | Viamant du Matz            | Tyskland                  | 34.10   | 22.40         | 0.00       | 56.50      |
| 32        | Carlos Parro            | Goliath                    | Brasilien                 | 36.10   | 22.80         | 4.00       | 62.90      |
| 33        | Miloslav Příhoda Jr.    | Ferreolus Lat              | Tjekkiet                  | 33.80   | 30.60         | 4.00       | 68.40      |
| 34        | Toshiyuki Tanaka        | Talma d'Allou              | Japan                     | 32.70   | 30.80         | 12.00      | 75.50      |
| 35        | Bao Yingfeng            | Flandia                    | Kina                      | 34.40   | 38.00         | 5.60       | 78.10      |
| 36        | Sarah Ennis             | Woodcourt Garrison         | Irland                    | 38.10   | 37.60         | 4.00       | 79.70      |
| 37        | Sun Huadong             | Lady Chin van't Moerven Z  | Kina                      | 35.20   | 42.00         | 9.60       | 86.80      |
| 38        | Andrey Mitin            | Gurza                      | Ruslands Olympiske Komité | 36.10   | 30.00         | 26.00      | 92.10      |
| 39        | Miroslav Trunda         | Shutterflyke               | Tjekkiet                  | 46.10   | 42.00         | 13.60      | 101.70     |
| 40        | Peter Flarup            | Fascination                | Danmark                   | 33.70   | 67.20         | 4.00       | 104.90     |
| 41        | Nicolas Wettstein       | Altier d'Aurois            | Ecuador                   | 40.90   | 48.40         | 16.00      | 105.30     |
| 42        | Thomas Heffernan Ho     | Tayberry                   | Hongkong                  | 46.70   | 55.60         | 17.20      | 119.50     |
| 43        | Mikhail Nastenko        | MP Imagine If              | Ruslands Olympiske Komité | 43.00   | 76.40         | 14.40      | 133.80     |
| 44        | Francisco Gaviño        | Source de la Faye          | Spanien                   | 47.70   | 75.60         | 12.00      | 135.30     |
|           | Marcelo Tosi            | Glenfly                    | Brasilien                 | 31.50   | 8.80          | Withdrew   | Withdrew   |
|           | Victoria Scott-Legendre | Valtho des Peupliers       | Sydafrika                 | 39.50   | 19.80         | Withdrew   | Withdrew   |
|           | Alexandre Zelenko       | Carlo Grande Jr            | Hviderusland              | 31.00   | 61.60         | Withdrew   | Withdrew   |
|           | Joanna Pawlak           | Fantastic Frieda           | Polen                     | 40.50   | 45.20         | Elimineret | Elimineret |